# Bodiluddelingen 1984
Bodiluddelingen 1984 blev afholdt i 1984 på Hotel d’Angleterre i København og markerede den 37. gang at Bodilprisen blev uddelt.
Nils Malmros vinder sin tredje Bodil-pris for bedste danske film med filmen Skønheden og udyret, hvor også Line Arlien-Søborg vinder for bedste kvindelige hovedrolle.

## Vindere
| Bedste mandlige hovedrolle            | Bedste kvindelige hovedrolle                 |
| ------------------------------------- | -------------------------------------------- |
| - Peter Hesse Overgaard for Isfugle   | - Line Arlien-Søborg for Skønheden og udyret |
| Bedste mandlige birolle               | Bedste kvindelige birolle                    |
| - Hans Chr. Ægidius for Forræderne    | - Birgitte Raaberg for Midt om natten        |
| Bedste danske film                    | Bedste ikke-europæiske film                  |
| - Skønheden og udyret af Nils Malmros | - Zelig af Woody Allen                       |
| Bedste europæiske film                | Bedste dokumentarfilm                        |
| - Carmen af Carlos Saura              | - Fugl Fønix af Jon Bang Carlsen             |

## Øvrige priser

### Æres-Bodil
- Jan Vedersø (filmimportør) fra biografen Klaptræet for kvalitetsimport